# Winterkasten (Bad Salzungen)
Der Winterkasten ist ein 383,7 m hoher Berg am nördlichen Stadtrand von Bad Salzungen im Wartburgkreis in Thüringen.
Der Winterkasten befindet sich im Salzunger Werrabergland zwischen dem Moorgrund und dem Werratal. Der Berg gehört anteilig zur Gemarkung Bad Salzungen, Oberrohn und Gräfen-Nitzendorf. 
In Gipfelhöhe markiert ein Dreiherrenstein den einstigen Grenzpunkt. In der Nähe wurde eine Kaiserlinde als Gedenkbaum gepflanzt. Die Aufforstung des Berges mit Nadelbäumen erfolgte seit dem späten 19. Jahrhundert, zuvor war der Bergwald über Jahrhunderte Brennstofflieferant der Salzunger Saline.